# 李爲棟
李爲棟（?年—1752年），字粲宸，號郢夫，四川省重庆府巴縣人，乾隆元年丙辰科進士。故居在巴縣歇馬鄉、鳳凰鄉之間，曾立有碑刻「翰林庄」，今庄已廢圮。

## 生平
乾隆六年，補澤州府知府，因前任留任，改任山西潞安府知府，捐俸修復文昌書院，改名起文，建講堂及齋舍數十問，「爽屺幽潔，門宇崇敞」，招府屬八縣士子肄業其中。書院每歲耗經費700餘金，遂將藩府閒田投歸書院，招佃收租，以充束修膏火，不足部分，則捐俸補充。政暇親到書院講論。按月宴請成績優異者於府內，以示獎勵。又倡修試院、公堂等。為表其功德，百姓特立祠以祀
山西蒲州府知府。
乾隆十四年七月初六日，諭旨：李為棟患病准其回藉調養。
乾隆十五年九月初五日，乾隆以朱荃案內，告病蒲州府知府李為棟餽送銀兩、貂套等物，賄囑子弟入學，雖經鞠訊，「匿情不吐」，將其革職，命山西巡撫阿里袞派員將其押赴川省，交總督策楞嚴行質訊。後降旨宣諭：賄囑已故學政朱莖，為其子營求人學的李為棟、王瑞霖二官犯於秋決內予勾正法。
杭世駿哀蜀二友云：「柴市同歸日，難招萬里旭。岷峨半天秀，煙霧九秋昏。左計人誰惜，遺文世或存。聖朝無屈法，秋肅即春溫」。次首有：「廿載簪裾接，約吾獨見欽」之句。則謂香子編修詞科同年也

## 文章
- 「西山慈雲寺記」，載民國《巴縣誌·文征上》，與嘉慶《四川通志》卷三九
- 「飛雪岩賦」
- 「五龍山觀稼軒記」，乾隆六年(1741)為棟守潞安 (今長治)，因縣南五龍山之五龍神廟很靈應，於是於同年四月率文武官即事於廟。從事者告之，附廟故有軒，始於元州牧左君，名以觀稼。歷今百幾十年，荒廢滅沒。秋七月，郡屬稍不得雨，為棟取吉將步禱。至期即雨，三日乃止。於是立碑以記。乾隆七年立石。碑現存長治縣廟上村。長治市博物館藏1990年拓片，並載乾隆《潞安府志》卷三十五藝文續編七[8]。
- 「起文書院地畝租谷碑記」，載乾隆《潞安府志》卷三十五藝文續編七